# Kevin Wattamaleo
Kevin Greg Wattamaleo (* 21. ledna 1989, Rotterdam, Nizozemsko) je nizozemský fotbalový záložník, který hraje v nizozemském klubu FC Volendam.

## Klubová kariéra
Wattamaleo debutoval v profesionálním fotbale v roce 2008 v dresu Feyenoordu. Poté hrál v Nizozemsku v klubech SBV Excelsior, NEC Nijmegen a FC Volendam.